# Museu de la Confitura
El Museu de la Confitura és un museu gastronòmic inaugurat l'any 2004. Està a la plaça Major de Torrent, al Baix Empordà. La seva creadora és Georgina Regàs, també autora del llibre 70 confitures.
En el seu obrador, s'hi elaboren confitures, melmelades i gelees de més de tres cents sabors. El museu és un espai creat per descobrir tots els secrets que s'amaguen en un pot de confitura. Hi ha confitures per a tots els gustos: de fruites exòtiques o tradicionals, dolces o amargues, clàssiques o desconegudes, etc.
S'hi organitzen cursos per a adults i tallers per a nens de i disposen d'una biblioteca especialitzada i d'una col·lecció de confitures de diferents països.

## Premis i reconeixements

### Medalles alDalemain Marmalade Festival
- 2010: or per la melmelada de cumquat. A més del premi la famosa casa Fortnum & Mason proveïdor reial britànic en va encarregar-ne per a la seva botiga de luxe de Londres.[7]
- 2011: bronze per la melmelada de taronja amarga
- 2012: plata per la melmelada de llimona i a melmelada de taronja amb Grand Marnier; bronze per la melmelada de taronja amarga i xocolata[8]
- 2013: bronze per la melmelada de taronja amarga[9]
- 2014: or per la gelea de taronja amarga, plata per la melmelada de taronja amarga; bronze: melmelada de taronja sanguina; bronze melmelada de taronja amb romaní i pebre negre de Rimbas[10]
- 2015: or per la melmelada de taronja amarga; bronze per la melmelada d'aranja i Beefeater[11]
- 2016: plata per la melmelada de taronja amarga (fine cut), plata per la melmelada de taronja amb caviar cítric; menció especial del jurat per la melmelada de taronja dolça; menció especial del jurat per la melmelada de llima i llimona[12]

### Altres premis i reconeixements
- 2009: Premi Gourmand per la primera edició en castellà del llibre 70 confituras
- 2012: premi Timó d'Argent a Georgina Regàs atorgat per la Unió d'Empresaris d'Hostaleria i Turisme de la Costa Brava[13]
- 2013: Tercer Premi Germán Arrien a Georgina Regàs[14]
- 2013: Premi Gourmand al millor llibre de cuina il·lustrat d'Espanya del 2012 pel llibre Els Secrets de les Confitures, escrit conjuntament per Georgina Regàs i Pere Castells[15]
- 2015: Premi Mercader a Georgina Regàs atorgat pel Fòrum Gastronòmic de Girona[16]
- 2016: Segell de Qualitat Girona Excel·lent per la conserva de tomàquet, formatge d'ovella de Mas Marcè i flor d'orenga dins de la categoria Almívars i Conserves – Especialitats Singulars